# Gra?
Gra? – drugi album grupy El Dupa wydany przez S.P. Records 11 maja 2007 roku. Promowany przez single 2000000 głosów i 2008: Moherowa odyseja. Przy promocji albumu przyjęto pisownię nazwy grupy - L-Dópa.

## Lista utworów
| 1 .  | Intro Z Dupy                             | 04:04   |
|      |                                          |         |
| 2 .  | Baniak Time                              | 02:12   |
|      |                                          |         |
| 3 .  | 2000000 Głosów                           | 03:19   |
|      |                                          |         |
| 4 .  | El Dupa Gra                              | 05:17   |
|      |                                          |         |
| 5 .  | Miecia                                   | 04:26   |
|      |                                          |         |
| 6 .  | Wanna Wasermana                          | 02:38   |
|      |                                          |         |
| 7 .  | Moherowy Ninja                           | 04:19   |
|      |                                          |         |
| 8 .  | Pazury Cezara                            | 04:32   |
|      |                                          |         |
| 9 .  | Pazury Cezara                            | 04:32   |
|      |                                          |         |
| 10 . | Gwałtowne Uderzenie                      | 02:26   |
|      |                                          |         |
| 11 . | Muhammad Atta                            | 04:24   |
|      |                                          |         |
| 12 . | Gałoz Kosmonavta                         | 02:39   |
|      |                                          |         |
| 13 . | Taki Dobry Chłopak A Tuła Się Po Świecie | 04:16   |
|      |                                          |         |
| 14 . | Debata Polityczna                        | 04:38   |
|      |                                          |         |
| 15 . | III Wojna Z Chłopami                     | 03:29   |
|      |                                          |         |
| 16 . | Czarny Niewolnik                         | 04:25   |
|      |                                          |         |
| 17 . | Historia Choroby Waleriana Piątka        | 03:06   |
|      |                                          |         |
| 18 . | Cały Misterny Plan…                      | 07:20   |
|      |                                          |         |
|      |                                          | 1:12:02 |
|      |                                          |         |

## Skład
- Krzysztof Radzimski (Dr Yry)
- Kazimierz Staszewski (Kazik) (na płycie podpisany jako Kabura Stachura)
- Grzegorz Kurek (Dżordż) (na płycie podpisany jako Gżesiek)
- Rafał Kazanowski (Kazan) (na płycie podpisany jako Kazanovitsch)
- Bartłomiej Lipiński (Lipa)
- Bartosz Radomski (Xero)
- Mateusz Miłosiński (Materatz) (na płycie podpisany jako Materazzi)
- Tomasz Glazik (na płycie podpisany jako Glazinho)

## Nawiązania
- Utwór "Wanna Wassermanna" odnosi się do osoby Zbigniewa Wassermanna, który w 2003 wszedł w spór z firmą budującą jego willę w Krakowie w sprawie błędnego podłączenia wanny. Po śmierci posła Wassermanna 10 kwietnia 2010 w katastrofie polskiego samolotu Tu-154M w Smoleńsku grupa przestała wykonywać ten utwór na koncertach[2].
- Utwór "Muhammad Atta" odnosi się do osoby Mohameda Atty, egipskiego terrorysty, zamachowca-samobójcy, jednego z pięciu porywaczy samolotu linii American Airlines (lot 11), który jako pierwszy rozbił się o jedną z wież World Trade Center (wieżę północną) w czasie zamachu z 11 września 2001 roku. Był przywódcą wszystkich 19 zamachowców z 11 września 2001. Tekst utworu można traktować jako swobodną relację przygotowań do zamachu (recytowane są m.in. słowa: "Obudowa, drucik, śrubka, trochę prochu. Kabelek, czerwony i niebieski, lampka (...) Opornik, zapalnik, damy radę, więcej prochu.") Na końcu padają słowa "Nienawidzę ludzi."